# Nachtstroom

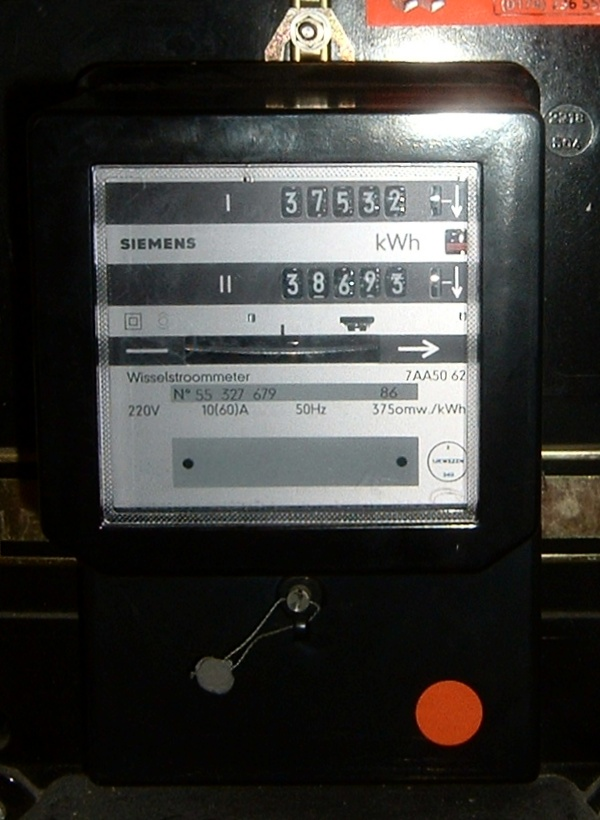
Elektriciteitsmeter met dubbel telwerk

Nachtstroom is de elektriciteit die tegen een lager tarief geleverd wordt gedurende bepaalde perioden van een etmaal, waaronder meestal een deel van de nacht. Voor het gebruik van nachtstroom wordt een hoger vastrecht betaald, maar de prijs per kWh is lager, zodat het bij voldoende gebruik toch voordeliger is. Sommige elektriciteitsmeters hebben twee meterstanden, een voor het stroomverbruik overdag, ook wel dagstroom genoemd, en een voor de nachtstroom. 
Naast deze dubbeltariefmeters zijn er ook elektriciteitsmeters die enkel nachtstroomverbruik registreren. Doorgaans wordt dit systeem gebruikt voor toestellen die alleen tijdens het nachtstroomtarief mogen werken zoals accumulatiekachels, warmwaterboilers. Een automatische klok bepaalt het uur van begin en einde waarbinnen de stroom via deze meter de woning binnenvloeit.
Het nachtstroomtarief geldt niet alleen 's nachts, maar doorgaans ook in het weekeinde en op erkende feestdagen. Dit is aan het elektriciteitsbedrijf om dit te beslissen. Bij sommige leveranciers kan men kiezen uit verschillende periodes en tarieven. Het verschil in prijs tussen dagstroom en nachtstroom is ongeveer 2 à 3 cent per kWh. Sinds 1 juli 2021 is nachtstroom alleen nog beschikbaar als men een slimme meter heeft. Huishoudens met analoge meters kunnen na die datum geen gebruik meer maken van nachtstroom (er wordt een gemiddeld tarief berekend). 
| Provincies               | Normaaltarief        | Nachtstroomtarief    |
| ------------------------ | -------------------- | -------------------- |
| Limburg en Noord-Brabant | 7.00 uur - 21.00 uur | 21.00 uur - 7.00 uur |
| Overige provincies       | 7.00 uur - 23.00 uur | 23.00 uur - 7.00 uur |

In Vlaanderen bij netbeheerders Interelectra, Iveg, Eandis en WVEM loopt het nachttarief van 22u tot 7u, bij netbeheerder PBE start dit al vanaf 21u.

## Waarom
In de nacht en in het weekend is het stroomverbruik minder, omdat de meeste mensen slapen en dus de televisie, lampen, enz. uitdoen. Ook veel zakelijke grootverbruikers gebruiken in de nacht minder stroom, zodat het gemiddelde verbruik veel lager ligt. Een elektriciteitscentrale is berekend om ook bij piekbelastingen voldoende elektriciteit op te wekken. Door nu middels de tarieven het gebruik naar de nacht en het weekend te verschuiven, schuift de energieconsumptie van de dag en de nacht naar elkaar toe, en kan de elektriciteitscentrale daardoor over het geheel effectiever werken.
Na omstreeks 2020 is het verschil tussen dag- en nachttarief steeds kleiner geworden wegens het grote aanbod van zonnestroom overdag.

## Hoe
Veel elektriciteitsverbruik kan worden gepland. Door in het weekend een extra was te draaien, in plaats van op maandag-wasdag, of door de vaatwasser of wasdroger aan te zetten wanneer je naar bed gaat, wordt dit verbruik in de rustige nachtperiode gebruikt. Ook hebben veel apparaten een timer, zodat het apparaat pas na een ingesteld aantal uur begint met het programma.
De elektriciteitsmeter zelf schakelt om door middel van elektrische impulsen die over het lichtnet worden verstuurd. Zodra de meter de code voor tariefomschakeling herkent, schakelt het telwerk. Deze manier van op afstand in- en uitschakelen wordt ook gebruikt voor bijvoorbeeld straatverlichting.

## Varianten
Een variant op dag- en nachtstroom is om de kosten op dagen waar het stroomverbruik hoog is duurder te maken. In o.a. Frankrijk is een energiecontract beschikbaar waarbij de stroom normaliter half zo duur is, maar tijdens piekdagen (elektrische kachels in verband met zware vorst of airco in verband met hitte) ongeveer 10 maal zo duur als normaal. Bij normaal elektriciteitsverbruik valt dit contract ongeveer even duur uit als een normaal contract, maar door juist op de piekdagen minder energie te verbruiken kan een aanzienlijke besparing behaald worden. Omdat de piekdagen niet van tevoren aangekondigd worden is in huis dan wel een energiemeter met piekmelding (meestal een lamp) noodzakelijk.